# Романівські Дуби
Рома́нівські Дуби́ — ботанічна пам'ятка природи місцевого значення в Україні. Об'єкт природно-заповідного фонду Житомирської області. 
Розташована в межах Романівського району Житомирської області, на північний захід від смт Романів. 
Площа 40 га. Статус надано згідно з рішенням 14 сесії облради від 04.07.2000 року. Перебуває у віданні ДП «Бердичівське ЛГ» (Романівське л-во, кв. 30, вид. 1, кв. 31, вид. 13). 
Статус надано для збереження високопродуктивних насаджень дуба віком 110—130 років.